# Сокольский, Владимир Викторович
Владимир Викторович Сокольский (1848—1921) — российский правовед, профессор.

## Биография
Родился 28 июля (9 августа) 1848 года. Происходил из дворян Псковской губернии. Окончил Дерптскую гимназию и юридический факультет Дерптского университета (1868) со степенью кандидата. В 1869 году, по возвращении из-за границы и защиты диссертации pro venia legendi «Beitrag zur Lehre von den Eigenthumsverbreclien nach der Uloschenie des Zsaren Alexei Michailowitsch» (за это же рассуждение будучи студентом получил золотую медаль) был приглашён к чтению лекций по истории русского права приват-доцентом в Киевский университет. В 1871 году после защиты диссертации на степени магистра «Главнейшие моменты в истории повального обыска» был избран штатным доцентом.
После защиты в 1874 году диссертации на степени доктора уголовного права «История нарушений уставов монетных», Сокольский перешёл в Демидовский юридический лицей — экстраординарным профессором по кафедре всеобщей (сравнительной) истории права, к которой было отнесено и преподавание римского права; с 1 января 1875 года утверждён ординарным профессором по той же кафедре. К этому периоду относятся сравнительно-исторические исследования Сокольского: «К учению об организации семьи и родства в древнейших обществах, преимущественно у кельтов и германцев» («Журнал Министерства народного просвещения», 1881), «О влиянии кельтского и германского права на систему кар и покаяний западной церкви» («Журнал Министерства народного просвещения», 1882) и др.
В 1885 году Сокольский был приглашён в Новороссийский университет, где читал лекции по государственному полицейскому праву и по истории римского права, а с 1892 года (по другим сведениям — с 1895) занимал также кафедру истории римского права. По собственному желанию уволился из университета 21 февраля 1908 года.
С 1908 по 1916 годы читал историю русского права на Высших женских курсах в Санкт-Петербурге. Умер в 1921 году.
Как считал Сокольский историк-юрист «для уразумения законов развития обществ должен исследовать самые первобытные формы общежития».